# Hemeiuș (gmina)
Hemeiuș – gmina w Rumunii, w okręgu Bacău. Obejmuje miejscowości Fântânele, Hemeiuș i Lilieci. W 2011 roku liczyła 4755 mieszkańców.